# NGC 4651
NGC 4651 aussi appelé la galaxie Parapluie est une galaxie spirale située dans la constellation de la Chevelure de Bérénice. Sa vitesse par rapport au fond diffus cosmologique est de 1 113 ± 22 km/s, ce qui correspond à une distance de Hubble de 16,41 ± 1,19 Mpc (∼53,5 millions d'al). NGC 4651 a été découverte par l'astronome germano-britannique William Herschel en 1783.

## Description
La classe de luminosité de NGC 4651 est III et elle présente une large raie HI. De plus, c'est une galaxie LINER, c'est-à-dire une galaxie dont le noyau présente un spectre d'émission caractérisé par de larges raies d'atomes faiblement ionisés. La base de données NASA/IPAC mentionne aussi que c'est une galaxie isolée, ce qui n'est pas l'avis d'au moins deux autres sources consultées (voir section plus bas).
La luminosité de la galaxie NGC 4651 dans l'infrarouge lointain (de 40 à 400 µm)  est égale à 5,25 × 109 {\displaystyle L_{\odot }} (109,64{\displaystyle L_{\odot }}) et sa luminosité totale dans l'infrarouge (de 8 à 1 000 µm) est de 4,37 × 109 {\displaystyle L_{\odot }} (109,72{\displaystyle L_{\odot }}).
NGC 4651 faisait partie des galaxies étudiées lors du relevé de l'hydrogène neutre de l'amas de la Vierge par le Very Large Array. Les résultats de cette étude sont sur cette page du site du VLA.
NGC 4651 a été utilisée par Gérard de Vaucouleurs comme une galaxie de type morphologique SA(rs)bc dans son atlas des galaxies,.

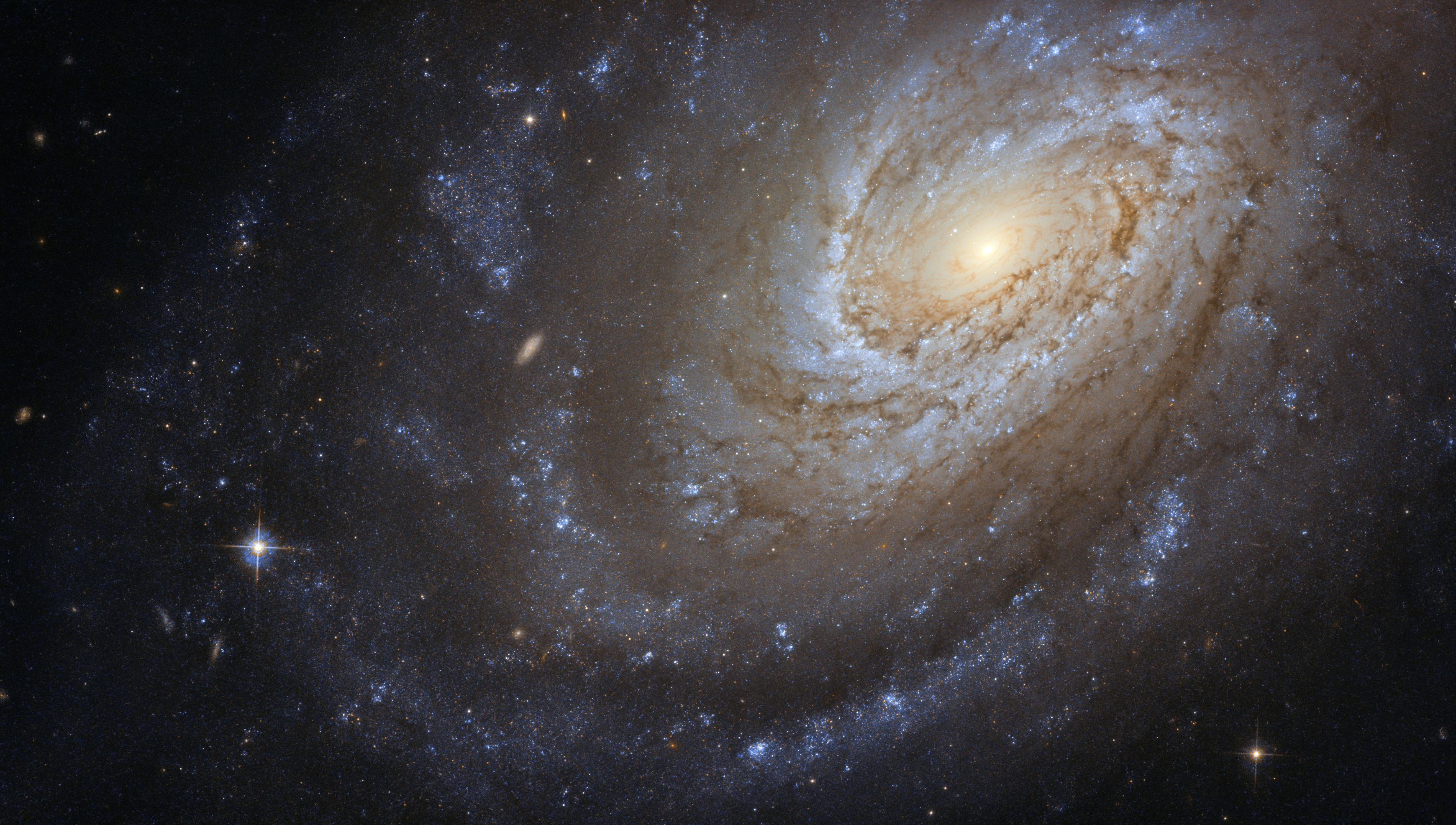
NGC 4651 par le télescope spatial Hubble
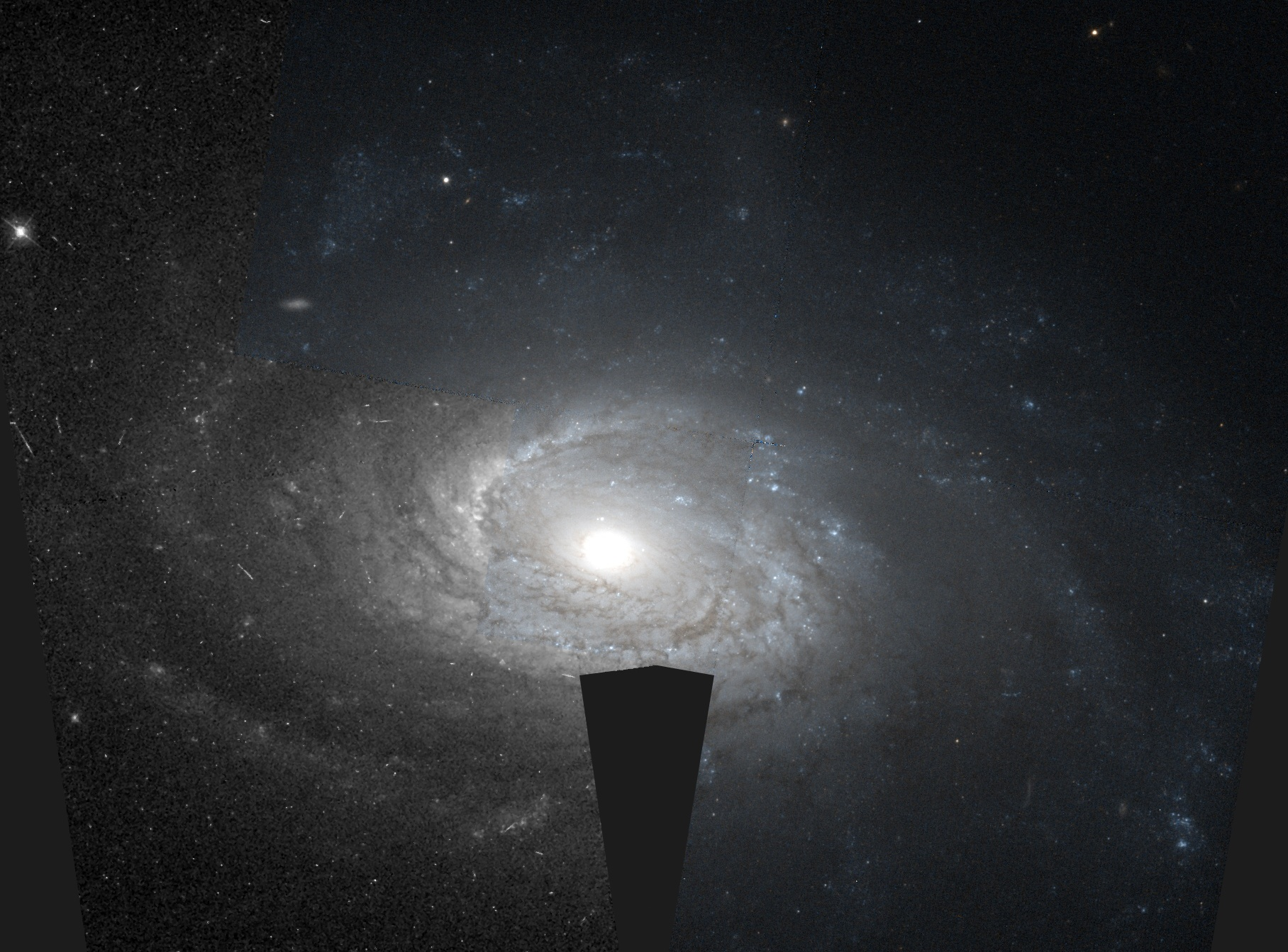
Autre version de NGC 4651 par le télescope spatial Hubble.

## Morphologie
Eskridge, Frogel et Pogge ont publié un article en 2002 décrivant la morphologie de 205 galaxies spirales ou lenticulaires rapprochées. Les observations ont été réalisées dans la bande H de l'infrarouge et dans la bande B (le bleu). Selon Eskridge et ses collègues, NGC 4651 est de type Sbc dans la bande B et SABa dans la bande H. Le noyau ponctuel brillant de NGC 4651 est intégré dans un bulbe légèrement elliptique. Le bulbe est enfilé par une barre proéminente qui fait un angle de ~30° avec le grand axe du bulbe. Un motif spiralé complexe débute aux extrémités de la barre, mais les bras ne commencent pas clairement à cet endroit. NGC 4651 présente au moins trois bras, lisses, étroitement enveloppés et bien définis. Deux d'entre sont visibles sur ~150°. Le troisième est passablement ouvert, ne s'enroulant que sur ~90°. Le disque présente une extension claire de faible brillance de surface avec des indices de morceaux de structure en spirale qui peuvent ou non être associés aux bras intérieurs les plus lumineux. Les types optiques de cette galaxie sont SA(rs)c (RC3), Sc(r)I-II (CAG) et Sbc (OSUB). Le type nettement plus précoce dans l'infrarouge proche est dû à la proéminence accrue du bulbe dans la bande H par rapport à l'optique et au très faible contraste des bras spiraux dans l'infrarouge proche.

## Distance de NGC 4651
À ce jour, 35 mesures non basées sur le décalage vers le rouge (redshift) donnent une distance de 22,749 ± 6,354 Mpc (∼74,2 millions d'al), ce qui est à l'intérieur des valeurs de la distance de Hubble.
Cette galaxie, comme plusieurs de l'amas de la Vierge, est relativement rapprochée du Groupe local et on obtient souvent une distance de Hubble très différente en raison de leur mouvement propre dans le groupe où dans l'amas où elles sont situées. La distance de 22,749 Mpc est peut-être plus près de la réalité. Selon ces deux mesures, NGC 4651 se dirige vers le centre de l'amas en direction de la Voie lactée. Notons que c'est avec la valeur moyenne des mesures indépendantes, lorsqu'elles existent, que la base de données NASA/IPAC calcule le diamètre d'une galaxie.

## Une galaxie anémique
Le taux de formation d'étoiles dans NGC 4651 est faible. Cette déficience pourrait s'expliquer par l'interaction gravitationnelle avec le milieu intergalactique entraînant une pression dynamique qui aurait pour effet de vider la galaxie de son gaz froid et plus dense qui est la source de la formation continue d’étoiles. En raison de son faible taux de formation d'étoiles, NGC 4651 est une galaxie anémique.

## Fusion galactique

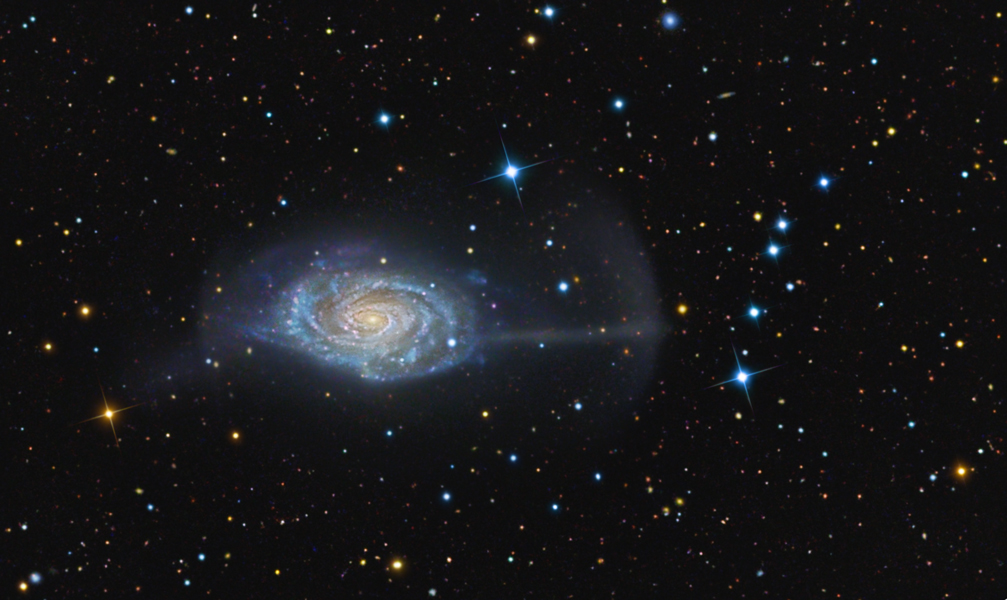
La galaxie du Parapluie par R. Jay GaBany.

La forme étrange de cette galaxie spirale lui a valu de figurer dans l'atlas des galaxies particulières de Halton Arp sous la cote Arp 189.
On pense que cet énorme parapluie cosmique a été formé lorsqu'une galaxie satellite s'est approchée et qu'elle a été aspirée par la forte gravité de la galaxie primaire. La galaxie primaire a alors cannibalisé la galaxie satellite en lui enlevant son gaz et ses étoiles, laissant ainsi un flot d'étoiles autour d'elle. La structure un peu singulière de NGC 4651 semble avoir été formée par plusieurs répétitions de ce processus d'absorption et son « parapluie » est donc le vestige de la galaxie satellite.

## Supernova
Deux supernovas ont été découvertes dans NGC 4651 : SN 1987K et SN 2006my.

### SN 1987K
Cette supernova a été découverte le 28 juillet par l'astrophysicien Carlton R. Pennypacker de l'université de Californie à Berkeley dans le cadre du programme BASS (Berkeley Automated Supernova Search). Cette supernova était de type II.

### SN 2006my
Cette supernova a été découverte le 8 novembre à Yamagata au Japon par l'astronome japonais Koichi Itagaki. Cette supernova était de type II.

## Groupe de M87, de M60 et l'amas de la Vierge
Selon A.M. Garcia, NGC 4651 est membre du groupe de M87 (NGC 4486). Ce groupe de galaxies comprend au moins 96 membres, dont 53 apparaissent au New General Catalogue et 17 à l'Index Catalogue.
D'autre part, la plupart des galaxies du New General Catalogue, dont NGC 4651, et seulement quatre de l'Index Catalogue du groupe de M87 apparaissent  dans une liste de 227 galaxies d'un article publié par Abraham Mahtessian en 1998. Cette liste comporte plus de 200 galaxies du New General Catalogue et une quinzaine de galaxies de l'Index Catalogue. On retrouve dans cette liste 11 galaxies du Catalogue de Messier, soit M49, M58, M60, M61, M84, M85, M87, M88, M91, M99 et M100.
Toutes les galaxies de la liste de Mahtessian ne constituent pas réellement un groupe de galaxies. Ce sont plutôt plusieurs groupes de galaxies qui font tous partie d'un amas galactique, l'amas de la Vierge. Pour éviter la confusion avec l'amas de la Vierge, on peut donner le nom de groupe de M60 à cet ensemble de galaxies, car c'est l'une des plus brillantes de la liste. L'amas de la Vierge est en effet beaucoup plus vaste et compterait environ 1300 galaxies, et possiblement plus de 2000, situées au cœur du superamas de la Vierge, dont fait partie le Groupe local,.
De nombreuses galaxies de la liste de Mahtessian se retrouvent dans onze groupes décrits dans l'article d'A.M. Garcia, soit le groupe de NGC 4123 (7 galaxies), le groupe de NGC 4261 (13 galaxies), le groupe de NGC 4235 (29 galaxies), le groupe de M88 (13 galaxies, M88 = NGC 4501), le groupe de NGC 4461 (9 galaxies), le groupe de M61 (32 galaxies, M61 = NGC 4303), le groupe de NGC 4442 (13 galaxies), le groupe de M87 (96 galaxies, M87 = NGC 4486), le groupe de M49 (127 galaxies, M49 = NGC 4472), le groupe de NGC 4535 (14 galaxies) et le groupe de NGC 4753 (15 galaxies). Ces onze groupes font partie de l'amas de la Vierge et ils renferment 396 galaxies. Certaines galaxies de la liste de Mahtessian ne figurent cependant dans aucun des groupes de Garcia et vice versa.